# 13 Commandments
13 Commandments (englisch 13 Gebote) ist das erste Best-of-Album der schwedischen Heavy-Metal-Band Ghost. Das Album erschien am 1. Dezember 2023 über Spinefarm Records. 

## Inhalt
Die Kompilation wurde am 1. Dezember 2023 ohne vorherige Ankündigung ausschließlich in digitaler Form veröffentlicht. Das Album enthält 13 Lieder von den bisher veröffentlichten Studioalben und EPs. Lediglich das Debütalbum Opus Eponymous ist auf 13 Commandments nicht vertreten. Unter den 13 Titeln ist mit Zenith ein Titel, der zuvor lediglich auf der limitierten LP-Version des Albums Meliora erhältlich war und mit 13 Commandments erstmals digital erhältlich wurde.

## Titelliste
1. Square Hammer – 3:59
2. Year Zero – 5:50
3. Mary on a Cross – 4:04
4. Call Me Little Sunshine – 4:44
5. Darkness at the Heart of My Love – 4:58
6. Dance Macabre – 3:39
7. Rats – 4:21
8. Spillways – 3:16
9. Cirice – 6:02
10. If You Have Ghost – 3:32
11. He Is – 4:13
12. Zenith – 6:04
13. Phantom of the Opera – 7:23

## Rezeption
Rebecca Pedley vom Onlinemagazin Mxdwn schrieb, das das Album als „erfreuliche Ansammlung einiger ihrer stärksten Titel“ aus den vielen Perioden zwischen dem Album Infestissumam bis Phantomime. Die Kollektion „archiviert die Transformation der Band sowohl in klanglicher als auch in textlicher Hinsicht“. Laut Mandy Scythe vom Onlinemagazin Metal Sucks schrieb, dass Ghost-Fans während der Adventszeit „viel zu feiern haben“.